# 欧坎维尔
欧坎维尔（法語：Auquainville，法語發音：[okɛ̃vil] ⓘ）是法国卡尔瓦多斯省的一个旧市镇，属于利雪区。2016年，欧坎维尔与临近的21个市镇合并为新市镇利瓦罗派多日。

## 地理
欧坎维尔（49°3'25"N, 0°14'21"E）面积9.56 平方千米，位于法国诺曼底大区卡爾瓦多斯省，该省份为法国西北部沿海省份，北濒大西洋英吉利海峡，东北与滨海塞纳省以海上边界相接，东临厄尔省，南至奧恩省，西与芒什省接壤。
与欧坎维尔接壤的市镇（或旧市镇、城区）包括：费尔瓦克、勒梅尼勒日耳曼、普雷特勒维尔、圣西尔迪龙斯赖、圣日耳曼德利韦、瓦洛尔比凯。
欧坎维尔的时区为UTC+01:00、UTC+02:00（夏令时）。

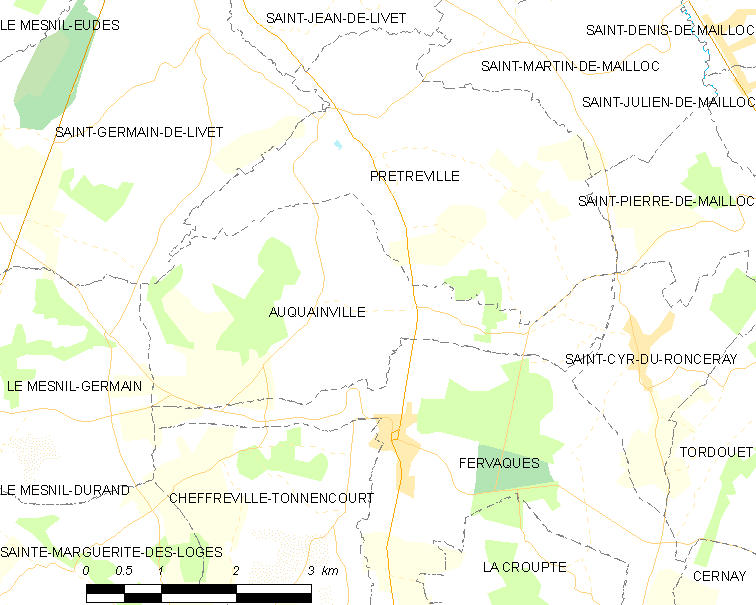
欧坎维尔的OSM定位图

## 行政
欧坎维尔的邮政编码为14140，INSEE市镇编码为14028。

## 政治
欧坎维尔所属的省级选区为利瓦罗派多日县。

## 人口

1962-2008年间欧坎维尔人口变化图示

欧坎维尔于2018年1月1日时的人口数量为295人。